# Banja Luka Challenger 2012
Il Banja Luka Challenger 2012 è stato un torneo professionistico di tennis maschile giocato sulla terra rossa. È stata l'11ª edizione del torneo, facente parte dell'ATP Challenger Tour nell'ambito dell'ATP Challenger Tour 2012. Si è giocato a Banja Luka in Bosnia ed Erzegovina dal 10 al 16 settembre 2012.

## Partecipanti

### Teste di serie
| Nazionalità | Giocatore                   | Ranking* | Testa di serie |
| ----------- | --------------------------- | -------- | -------------- |
| Slovenia    | Blaž Kavčič                 | 77       | 1              |
| Germania    | Björn Phau                  | 83       | 2              |
| Romania     | Victor Hănescu              | 102      | 3              |
| Croazia     | Antonio Veić                | 135      | 4              |
| Serbia      | Dušan Lajović               | 137      | 5              |
| Francia     | Jonathan Dasnières de Veigy | 153      | 6              |
| Austria     | Andreas Haider-Maurer       | 156      | 7              |
| Slovacchia  | Pavol Červenák              | 177      | 8              |

- 1 Ranking al 27 agosto 2012.

### Altri partecipanti
Giocatori che hanno ricevuto una wild card:
- Tomislav Brkić
- Nikola Ćaćić
- Marko Đoković
- Bastian Trinker

Giocatori che sono passati dalle qualificazioni:
- Marcin Gawron
- Carlos Gómez-Herrera
- Steven Moneke
- Artem Smyrnov

## Vincitori

### Singolare
Victor Hănescu ha battuto in finale  Andreas Haider-Maurer, 6–4, 6–1.

### Doppio
Marin Draganja /  Lovro Zovko hanno battuto in finale  Colin Ebelthite /  Jaroslav Pospíšil, 6–1, 6–1.